# Aarhus Selimiye Moske
Aarhus Selimiye Moskeen er en moske beliggende i Aarhus-forstaden Brabrand. Den åbnede dørene d. 1. september 2008. Officielt blev den indviet d. 9. april 2012. Moskeen har plads til 600 personer og på den måde gør den til Jyllands største moske. Moskeen er en tyrkisk moske med affiliation til den tyrkiske Diyanet Işleri Baskanlığı og Danimarka Türk Diyanet Vakfı (Dansk tyrkisk islamisk stiftelse).

## Muslimer i Aarhus
Der antages at bo ca. 15.000 muslimer i Aarhus.[kilde mangler] Dermed er Aarhus efter København den by i Danmark med flest muslimer. Det vides ikke præcist, hvilke grene af islam de århusianske muslimer dyrker, men der findes i alt 11 muslimske grupper i Aarhus, hvilket giver et indtryk af fordelingen af muslimske ”menigheder”. Heriblandt er der 8 sunni-muslimske, en shia-muslimsk, en sufi-gruppe samt en forening for alevier. Disse grupper har moskeer/bedesteder forskellige steder i byen. Den tidligst etablerede var Islamisk Kulturforenings Moske i Christiansgade, der blev indviet i 1979. 

## Ekstern kilder/ henvisning
http://www.danimarkatdv.org/inc.php?p=camiiler&id=193 Arkiveret 21. marts 2017 hos  Wayback Machine
|  | Denne artikel om en bygning eller et bygningsværk kan blive bedre, hvis der indsættes et (bedre) billede. Du kan hjælpe ved at afsøge Wikimedia Commons for et passende billede eller lægge et op på Wikimedia Commons med en af de tilladte licenser og indsætte det i artiklen. |

|  | Denne artikel kan blive bedre, hvis der indsættes geografiske koordinater Denne artikel omhandler et emne, som har en geografisk lokation. Du kan hjælpe ved at indsætte koordinater i wikidata. |